# Burnout Syndromes
Burnout Syndromes (estilitzat en majúscules quan s'escriu romanitzat) és un grup de rock japonès format el 4 de maig de 2005 a Osaka. La banda està formada pel guitarrista i vocalista Kazuumi Kumagai (熊谷和海), el baixista Taiyu Ishikawa (石川大裕) i el bateria Takuya Hirose (廣瀬拓哉). Han publicat dos àlbums amb Epic Records Japan i han format part de la banda sonora original de l'anime Haikyu!! en la seva segona temporada.
El 3 de gener de 2020, van participar al festival en línia Nippon Budokan, organitzat per Sony Music. El 31 de gener de 2020, la banda va estrenar el seu single "Phoenix" a YouTube, utilitzat com a opening de la sèrie d'anime de televisió Haikyu!!.

## Història
El 2005, Ishikawa va demanar formar una banda a Kazuumi. Eren companys de classe a secundària. Més tard, Hirose es va unir a la banda. Havia sigut un company de classe d'Ishikawa a l'escola primària. El seu primer objectiu era cridar l'atenció de les noies en un festival escolar. No obstant això, el festival es va cancel·lar a causa d'un brot de grip. Després, van seguir assajant per arribar a ser prou bons com per rebre ofertes d'anime.
Al principi, la seva música no era popular a causa del fet que només perseguien la música que volien crear, però toit i axió es van fer populars al cap d'un temps. En els últims anys han començat a tocar música electrònica després d'aprendre a utilitzar un seqüenciador.
La banda ha escrit cançons per a animes populars fora del Japó com Haikyu!!, Dr. Stone i Gintama. Experimenten amb gèneres com el techno, l'ambient, el hip-hop i el Folk als seus àlbums. També van interpretar la cançó d'obertura de l'anime Super HxEros.

## Discografia

### Àlbums

#### Àlbums d'estudi
| Títol | Detalls de l'àlbum                                                                                 | Posicions màximes | Posicions màximes |
| Títol | Detalls de l'àlbum                                                                                 | JPN Oricon        | JPN Billboard     |
| --- | -------------------------------------------------------------------------------------------------- | ----------------- | ----------------- |
| Sekaiichi Utsukushii Sekaiichi Utsukushii Sekai (世界一美しい世界一美しい世界 The Most Beautiful World in the Most Beautiful World in the World) | - Publicat: 2 de juliol de 2014 - Segell: Handmade Music - Formats: CD, descàrrega digital         | 253               | —                 |
| Bungaku Shōjo (文學少女 Literature Girl) | - Publicat: 13 de maig de 2015 - Segell: Handmade Music - Formats: CD, descàrrega digital          | 162               | —                 |
| Lemon (檸檬) | - Publicació: 9 de novembre de 2016 - Segell: Epic Records Japan - Formats: CD, descàrrega digital | 37                | 47                |
| Kujaku (孔雀 Peacock) | - Publicat: 21 de febrer de 2018 - Segell: Epic Records Japan - Formats: CD, descàrrega digital    | 31                | 29                |
| Myojo (明星 Morning Star) | - Publicat: 20 de febrer de 2019 - Segell: Epic Records Japan - Formats: CD, descàrrega digital    | 56                | 69                |
| Tokyo | - Publicat: 23 de juny de 2021 - Segell: Epic Records Japan - Formats: CD, descàrrega digital      | 38                | 42                |
| "—" denota cançons que no van entrar al top chart.                                                                                               | |                   |                   |

### Singles
| Títol                                                                  | Any  | Posicions de punta | Posicions de punta | Notes                                                  | Àlbum  |
| Títol                                                                  | Any  | JPN Oricon         | JPN Hot 100        | Notes                                                  | Àlbum  |
| ---------------------------------------------------------------------- | ---- | ------------------ | ------------------ | ------------------------------------------------------ | ------ |
| "Fly High!!"                                                           | 2016 | 20                 | 12                 | 2n OP per l'anime Haikyu!! temporada 2.                | Lemon  |
| "Hikariare" (ヒカリアレ)                                               | 2016 | 46                 | 39                 | OP per l'anime Haikyu!! temporada 3.                   | Lemon  |
| "Hana Ichi Monme" (花一匁)                                             | 2018 | 43                 | 98                 | 1er ED per l'anime Gintama. Shirogane no Tamashii-hen. | Kujaku |
| "Good Morning World!"                                                  | 2019 | 29                 | —                  | 1er OP per l'anime Dr. Stone temporada 1.              | Tòquio |
| "Phoenix"                                                              | 2020 | 17                 | 64                 | 1er OP per l'anime Haikyu!! temporada 4.               | Tòquio |
| "Blizzard" / "Ginsekai" (Blizzard / 銀世界; "Blizzard / Silver World") | 2021 | 32                 | —                  | OPs per l'anime Those Snow White Notes.                | Tòquio |
| "—" denota les cançons que no van entrar al top.                       |      |                    |                    |                                                        |        |

## Premis i nominacions
| Any  | Premi                    | Categoria       | Treball/Nominat                              | Resultat | Ref.   |
| ---- | ------------------------ | --------------- | -------------------------------------------- | -------- | ------ |
| 2020 | Premis Crunchyroll Anime | Millor Obertura | "Phoenix" (per l'anime Haikyu!! temporada 4) | Nominat  | [ 16 ] |